# Museo Egizio di Bonn
Il Museo Egizio dell'Università di Bonn (in tedesco Ägyptisches Museum Bonn) possiede una delle più significative collezioni di oggetti originali dell'Antico Egitto della Renania Settentrionale-Vestfalia.

## Il museo oggi
Il museo è parte dell'Università di Bonn e si trova nell'ala est del Palazzo del Principe Elettore; l'entrata è accanto alla Porta di Coblenza. La parte principale del museo è l'esposizione permanente dedicata alla civiltà dell'antico Egitto. Essa comprende oggetti relativi sia alla vita cultuale sia a quella quotidiana di una delle più antiche civiltà progredite del pianeta. L'esposizione permanente è integrata regolarmente da eventi speciali. L'oggetto più imponente della collezione è il calco di 6 m × 3 m di una parete del Tempio di Karnak raffigurante una scena di guerra; altro pezzo di rilievo è il modello del tempio funerario di Ramses III che si trova a Medinet Habu. Nell'area di ingresso dell'edificio, al piano terra, si trova una vetrina contenente un modello della piramide di Djoser.

### Panorama
Nella sezione "Panorama" vengono mostrati aspetti della cultura faraonica in vetrine tematiche: ceramica, utensili, vita e lusso, scrittura, faraone, dèi, miti, morte e lutto, arte. Gli oggetti esposti spaziano dal Periodo Predinastico fino al Periodo greco-romano. Di epoca faraonica sono in mostra vari rilievi parietali provenienti da una tomba, ma anche offerte funerarie e oggetti del corredo funerario come maschere, ushabti e figure in legno. In questa sezione si trovano anche figure di divinità, stele e mummie animali.

### Collezione di studio
Nella collezione di studio i visitatori iniziano un viaggio di scoperta osservando varie classi di oggetti (ceramica, vasi di pietra, sculture, ushabti, amuleti, ecc.) raggruppati secondo un criterio storico e tematico. Di particolare importanza sono gli oggetti ritrovati a Qubbet el-Hawa vicino ad Assuan: fra questi si trovano alcuni reperti unici in Europa come le pentole di terracotta con iscrizioni in ieratico antico, due delle ciotole dipinte utilizzate solo a Qubbet el-Hawa e i resti di un'antica fucina per la fusione del bronzo.

### Museo delle collezioni
Nel museo delle collezioni vengono dati ottimi esempi delle varie motivazioni che spingono i privati a collezionare oggetti egizi. Qui sono esposti rotoli di papiro che sono stati dati donati o prestati al museo. Accanto a piccoli oggetti come ushabti e amuleti si trovano anche eccezionali pezzi unici che grazie alla loro piacevolezza estetica comunicano ciò che dà la frequentazione dell'antico Egitto. Ma anche semplici reperti e ricordi permettono al collezionista di costruirsi un paesaggio immaginario che integra nella propria vita. Anche le riproduzioni e i falsi hanno così il loro senso e il loro valore. In questo modo viene tematizzato un importante elemento del confronto europeo con l'Oriente, ossia che occuparsi di questi oggetti provenienti da una cultura lontana e antica può anche oggi avere grande significato non solo per gli scienziati, ma anche per i collezionisti, i visitatori, i viaggiatori e gli indigeni.

## Storia
I primi oggetti per una collezione di antichità egizie sono stati acquisiti nel 1820/1821 dall'orientalista e professore di teologia di Bonn Johann Martin Augustin Scholz, che ha accompagnato l'ufficiale Heinrich Menu von Minutoli nella spedizione di quest'ultimo in Egitto. I pezzi furono dapprima in possesso del Museo Universitario delle Antichità Renane e furono poi ceduti alla Collezione di Antichità di Archeologia Classica, oggi Museo d'Arte Accademico.
Dopo la fondazione nel 1897, il Seminario Egittologico dell'università si assunse la responsabilità di ampliare questa collezione: il primo professore, Alfred Wiedemann, fece arrivare grazie alle sue conoscenze nel mondo scientifico numerose donazioni attraverso scavatori e istituti (i ritrovamenti del sepolcro di Naqada provengono da Flinders Petrie). L'effettivo passaggio dei pezzi della collezione sotto l'autorità della sezione egittologica avvenne soltanto più tardi, presumibilmente nel 1928, quando gli egittologi sotto la direzione di Hans Bonnet acquisirono ambienti propri. Parti significative andarono distrutte durante la Seconda guerra mondiale, come ad esempio i frammenti dei rilievi parietali del tempio funerario di Sahura, quelli del tempio solare di Niuserra, il sarcofago di Nekhet, numerose stele e un grande sarcofago ligneo del Periodo Tardo. Gli scavi a Qubbet el-Hawa vicino ad Assuan da parte di Elmar Edel, direttore del Seminario dal 1955 al 1982, contribuirono a ristabilire la collezione; donazioni e prestiti la ampliarono. Dal 1991 l'insegnante in carica Ursula Rößler-Köhler si impegnò per ottenere nuovi spazi. Dal 1997 l'ex sala della scherma, in precedenza sala dell'Ordine di San Michele quando apparteneva all'Università, fu ceduta alla sezione egittologica fornendo 290 m². Dopo rinnovamenti e restauri, è stato di reso accessibile al pubblico il 16 marzo 2001.
Nel 2013 i coniugi Ursula e Karl-Heinz Preuß hanno donato la propria collezione di reperti egizi al museo; fra gli oggetti si trovavano quasi trecento punte di freccia in pietra, per la collezione didattica e di studio del museo.
L'apertura della collezione al pubblico è stata resa possibile grazie alla società promotrice del museo, che il 10 novembre 2007 ha festeggiato il decimo anno di attività.